# Flucht ohne Ausweg (1967)
Flucht ohne Ausweg ist ein dreiteiliger deutscher Fernsehfilm über den Gefängnisausbruch eines Verbrechers und seine anschließende Flucht.

## Handlung

### Erster Teil
Der Berufsverbrecher Bert Gregor, genannt Greg, sitzt wegen der Unterschlagung von 300.000 Mark in München eine Gefängnisstrafe ab. Eine reiche Witwe hatte ihm die Münzsammlung ihres verstorbenen Mannes anvertraut, damit er sie verkaufen könne. Das Geld hat er jedoch versteckt und behauptet, ein Unbekannter habe es ihm gestohlen. Sein Plan war, eine ein- bis zweijährige Strafe abzusitzen und sich dann mit seiner Frau und seinen beiden Kindern ins Ausland abzusetzen. Er wird jedoch zu acht Jahren verurteilt, und so bereitet er mit Hilfe seines Komplizen Paul seinen Ausbruch vor. Paul schmuggelt ihm z. B. Sägeblätter zum Durchtrennen der Gitterstäbe ins Gefängnis, und so gelingt eines Nachts die Flucht.
Paul empfängt ihn in der Wohnung eines Schriftstellers, der sich zurzeit in Griechenland aufhält. Die Wohnung soll als Unterschlupf dienen, bis Paul ihm einen gefälschten Pass besorgt hat und Bert das unter falschem Namen in einem Bankschließfach deponierte Geld abholen kann. Die Passbeschaffung verzögert sich jedoch, und plötzlich taucht eine junge Frau auf, die einen Schlüssel zur Wohnung hat. Es handelt sich um Sandra Philippi: Sie ist eine Freundin des Wohnungsbesitzers, mit dem sie eine Schein-Verlobung aufrechterhält, damit dessen Homosexualität nicht öffentlich bekannt wird. Greg gelingt es, den Besuch unerkannt zu überstehen, und macht sich dann auf den Weg zur Bank, um das Geld abzuholen. Dabei wird er verfolgt. Im Schließfachraum der Bank hört er jedoch Polizeisirenen von draußen, bekommt Angst und verlässt die Bank unverrichteter Dinge. Kurz darauf taucht Paul wieder in der Wohnung auf: Es stellt sich heraus, dass er Greg beschatten ließ, um sich die 300.000 Mark selbst zu schnappen.

### Zweiter Teil
Paul glaubt Greg nicht, dass er das Geld noch gar nicht hat, und verprügelt ihn gemeinsam mit seinem Helfer Max – derjenige, der Greg beschattete. Das Schließfach ist durch ein geheimes Passwort gesichert, sodass Paul nicht ohne Greg an das Geld kommt. Er schließt Greg in der Wohnung ein und lässt Max das Haus überwachen.
Sandra taucht erneut in der Wohnung auf, und diesmal gibt sich Greg als öffentlich gesuchter Verbrecher zu erkennen. Inzwischen wurde eine Belohnung auf ihn ausgesetzt und sein Bild in den Medien verbreitet. Er erpresst Sandra mit Geheimnissen über ihre reiche Familie, die er aus in der Wohnung gefundenen Briefen kennt. Er verlangt, dass Sandra ihm zur Flucht aus der Wohnung verhilft und ihn nicht verrät. Sie willigt ein, und so kommt Greg unerkannt aus der Wohnung. Er versucht, bei einem ehemaligen Komplizen, dem Barbesitzer Steiner, unterzutauchen. Dieser bietet ihm an, die Nacht bei seiner Bardame Rosa zu verbringen. Doch er verrät Greg, am nächsten Morgen steht die Polizei vor Rosas Wohnung und Greg muss aus dem Fenster fliehen. Rosa, die ihn aufhalten will, schlägt er nieder.
Da die Polizei ihm auf den Fersen ist, überwältigt er in einem Hauseingang einen Zeitungsboten und flüchtet in dessen Kleidung und auf dessen Fahrrad. Später zieht er sich in einem Versteck wieder um und geht zu Paul, um sich zu rächen. Paul ist nicht da, und so bricht er in die Wohnung ein. Den später heimkehrenden Paul schlägt er nieder, fesselt und knebelt ihn. Außerdem nimmt er seinen gefälschten Pass an sich. Paul hatte ihn schon lange, die angeblichen Verzögerungen hatte er nur vorgetäuscht.
Da Paul die Bankfiliale, in der sich das Schließfach befindet, von Helfern bewachen lässt, will Greg nun seinerseits ehemalige Komplizen anheuern, die Pauls Leute in Schach halten sollen, während er das Geld holt. Er verhandelt gerade über deren Anteil an der Beute, als er und seine möglichen Helfer erfahren, dass Paul tot ist: Er ist mit dem Tuch im Mund, mit dem Greg ihn knebelte, erstickt. In einen Mord wollen Gregs Komplizen aber nicht verwickelt sein, und so steht er wieder allein da.

### Dritter Teil
Greg ruft seine Frau Judith an, um sie um Hilfe zu bitten. Sie will jedoch nichts mehr mit ihm zu tun haben und hat bereits die Scheidung eingereicht. Durch eine Zeitungsanzeige erfährt er von einem Arzt, der im Urlaub ist, und bricht in dessen Haus ein. Dort versucht er Sandra telefonisch zu erreichen, unvorsichtigerweise schreibt er ihre Telefonnummer auf einen Zettel. Erst am nächsten Morgen erreicht er sie und vereinbart einen Treffpunkt mit ihr, wo er sie in einem gestohlenen Wagen abholt. Sie versteckt ihn in ihrer Wohnung und findet langsam Gefallen – sowohl an Greg als auch am Abenteuer und der Gefahr, in die sie geraten ist. Sie holt für ihn das Geld aus dem Bankschließfach und versteckt ihn in einer einsamen Jagdhütte in der Nähe von Wasserburg am Inn, die ihrem Vater gehört. Sie will die Nacht bei ihrer Mutter in Wasserburg verbringen. In der Hütte kommen sich die beiden näher, Gregs Versuch, sie zu küssen, wehrt sie jedoch ab, da es ja „keinen Sinn“ habe. Er verspricht ihr, sie aus allem herauszuhalten, selbst wenn er gefasst werden würde.
Am nächsten Morgen muss er Hals über Kopf fliehen, da Sandra von der Polizei verhört wurde: Man hat ihre Telefonnummer auf dem Zettel im Haus des Arztes gefunden, zusammen mit Gregs Fingerabdrücken. Zu Fuß macht sich Greg auf den Weg Richtung österreichische Grenze. Er übernachtet in einem Heuschober, wo er am nächsten Morgen auf einen Bauern trifft, der ihn auf eine Tasse Kaffee auf seinen nahegelegenen Hof einlädt. Greg kann dies nicht ablehnen, ohne sich verdächtig zu machen. Die Tochter des Bauern erkennt ihn, und der Bauer bedroht ihn mit seinem Gewehr. Greg kann ihm jedoch das Gewehr entwinden und in einen Wald fliehen. Inzwischen ist jedoch ein Großaufgebot vom Polizei und Bundesgrenzschutz eingetroffen, das den Wald durchkämmt. Auch ein Hubschrauber wird eingesetzt, sodass keiner seiner Schritte mehr verborgen bleibt. Ihm gelingt es, einen VW-Transporter der Polizei zu stehlen und damit fast bis zur Grenze vorzudringen. Um den Verfolgern zu entkommen, biegt er auf einen Feldweg ab, der aber an einem tiefen Abhang endet. Als er erkennt, dass er umzingelt ist und es keinen Ausweg mehr gibt, begeht er Suizid, indem er sich mit dem Transporter den Abhang hinunterstürzt.

## Stil
Ungewöhnlich am Darstellungsstil ist, dass der Film durch die Beschränkung auf die Perspektive des Protagonisten beim Zuschauer Sympathie für einen Verbrecher auslöst, ohne dessen Taten zu rechtfertigen oder durch mildernde Umstände zu entschuldigen. Einige Szenen, in denen Greg allein ist, kommen über sehr lange Zeit ohne Dialoge aus, vor allem bei den Fluchtvorbereitungen und der Flucht selbst in den ersten 45 Minuten des ersten Teils.

## Produktion
Der Film wurde von der Bavaria Atelier im Auftrag des Südfunk Stuttgart produziert und am 9., 10. und 11. Februar 1967 zum ersten Mal ausgestrahlt. 2013 erschien er bei Studio Hamburg Enterprises auf DVD.
Für den Hauptdarsteller Hansjörg Felmy war es nach einigen Theater-Engagements und Kinofilmen die erste Fernsehrolle und der Beginn einer bis in die 1990er Jahre dauernden erfolgreichen Fernsehkarriere.

## Rezeption
„Spannender, realistischer Kriminalfilm über die Flucht eines hartgesottenen Verbrechers.“